# Libertad cognitiva
Libertad cognitiva, o "derecho a la autodeterminación mental", es el derecho y libertad que tiene el individuo a controlar sus propios procesos cognitivos y conciencia. Se ha argumentado que es tanto una extensión como el principio subyacente de la libertad de pensamiento. Aunque es un concepto definido en época relativamente reciente, está siendo aducido de forma creciente como consecuencia de los avances tecnológicos en neurociencia, que permiten y permitirán cada vez mayores posibilidades de influir directamente en la conciencia y los procesos cognitivos.
Aunque no ha sido todavía incluida en ninguna legislación internacional de protección de los derechos humanos, ha obtenido cierto nivel de reconocimiento en los Estados Unidos, considerándosela el principio sobre el que se basan otros derechos.